# Шестое вымирание
«Шестое вымирание» (англ. «The Sixth Extinction») — 1-й эпизод 7-го сезона сериала «Секретные материалы». Премьера состоялась 7 ноября 1999 года на телеканале FOX.
Эпизод «Шестое вымирание» позволяет более подробно раскрыть новые аспекты главной мифологии сериала и является вторым в трилогии эпизодов, показывающие тяжелую реакцию Малдера к появлению инопланетных артефактов. Эпизод был написан в связи с увлечением создателя сериала Криса Картера теорией, что инопланетяне были вовлечены в величайшие вымирания которые происходили миллионы лет назад.
Режиссёр — Ким Мэннэрс, автор сценария — Крис Картер, приглашённые звёзды — Митч Пиледжи, Мими Роджерс, Джон Финн, Майкл Инсайн, ДжоНелл Кеннеди.
В США серия получила рейтинг домохозяйств Нильсена, равный 10,6, который означает, что в день выхода серию посмотрели 17,82 миллиона человек.
Главные герои серии — Фокс Малдер (Дэвид Духовны) и Дана Скалли (Джиллиан Андерсон), агенты ФБР, расследующие сложно поддающиеся научному объяснению преступления, называемые Секретными материалами.

## Сюжет
Помощник директора Уолтер Скиннер (Митч Пиледжи) и Майкл Кричго (Джон Финн) пытаются выяснить, что произошло с Малдером, который находится в заключении из-за неестественной лихорадочной мозговой активности, но они не знают, что агент Диана Фоули (Мими Роджерс) двулична. В то же время Скалли охотится[уточнить] за древним артефактом в Африке.